# GLOBAL HEAD LINE
GLOBAL HEAD LINE（グローバルヘッドライン）は、関西テレビで深夜に放送されていた5分番組である。

## 概要
GLOBAL HEAD LINE（グローバルヘッドライン）は、1990年代頃（阪神大震災以降なので1995-97年）に関西テレビで深夜に放送されていた5分番組で、主な出演者は越前屋俵太と平智之である。全33回放送された。 通常、ニュースの見出しなどを意味する「ヘッドライン」という言葉は英語で「HEADLINE」という一つの語になるが、この番組名では、「HEAD」と「LINE」の間にスペースが入っている。
番組の内容としては、テレビ局のリポーターに扮した越前屋俵太が、町の人々に最近の時事問題などについての街頭インタビューを行うが、選んでいる相手が高齢者や子供、果ては犬などであってほとんど相手にされず、最後に平智之にインタビューすると、平智之が延々としゃべり始め、それを無視して越前屋俵太が番組を終える、という形を取っている。台詞もある程度定番化しており、毎回「こんばんは、グローバルヘッドランの越前屋です」という越前屋俵太の台詞で番組が始まり、インタビューされた平智之は毎回「知っています。簡単です。」というフレーズで答え始める、というのが常であった。後半の回では、インタビューに答えようと近寄ってくる平智之に対して、越前屋俵太がわざと無視する、などの演出もみられた。一見、真面目な報道番組のような体裁を取りながら、内容としてはお笑い番組であるというスタイルを取っており、同じコンビが出演していたモーレツ!科学教室の後番組であった事もあり一部好事家の間で人気を博した。

## 出演者
平智之…メインキャスター・アーノルドよしお役
服部美紀 …サブキャスター・服部ヴィッキー役
越前屋俵太…リポーター・越前屋俵太、ポンチくん